# Глуск
Глуск (на беларуски: Глуск) е селище от градски тип (от 1938 г.), административен център на Глуски район, Могильовска област, Беларус.
Населението му през 2017 година е 7152 души.

## География

### Разположение
Глуск е разположено на брега на река Птич. Намира се на 165 километра от Минск, на 168 километра от Могильов и на 205 километра от Гомел.

### Климат
Климатът в Глуск е умереноконтинентален. Средните годишни валежи са около 700 mm. През лятото е топло, но не горещо. Средната дневна температура през юли е +18,5 °C. Зимата е мека, с чести затопляния, средната температура през януари е -4.5 °C. През последните години е налице ясна тенденция към повишаване на температурата през зимата.

## Население
| 1861    | 1897 | 1939 | 1970    | 1977      | 1995      | 2006      | 2008      | 2009      | 2016 | 2017 |
| ------- | ---- | ---- | ------- | --------- | --------- | --------- | --------- | --------- | ---- | ---- |
| 3 хиляд | 5328 | 5125 | 5 хиляд | 6,4 хиляд | 8,6 хиляд | 7,7 хиляд | 7,6 хиляд | 7,5 хиляд | 7233 | 7152 |